# Insula Malta
Insula Malta este cea mai mare insulă din arhipelagul maltez.

## Date geografice
Include cel mai înalt punct din întreg arhipelagul maltez, Ta'Dmejrek, cu o înălțime de 253 m, precum și capitala Maltei, Valletta.
Insula se situează în mijlocul Mării Mediterane, la sud de Italia și la nord de Libia. Peisajul este caracterizat de dealuri joase cu câmpuri terasate.

## Episod biblic neotestamentar
Potrivit Noului Testament (Faptele Apostolilor, 28,1-10) Sf.Pavel (în drum spre Roma, unde urma să fie judecat) ar fi poposit 3 luni pe insula Malta. Deasupra grotei unde a fost deținut 3 luni, a fost construită biserica St.Paul din orașul Rabat.

## Galerie de imagini

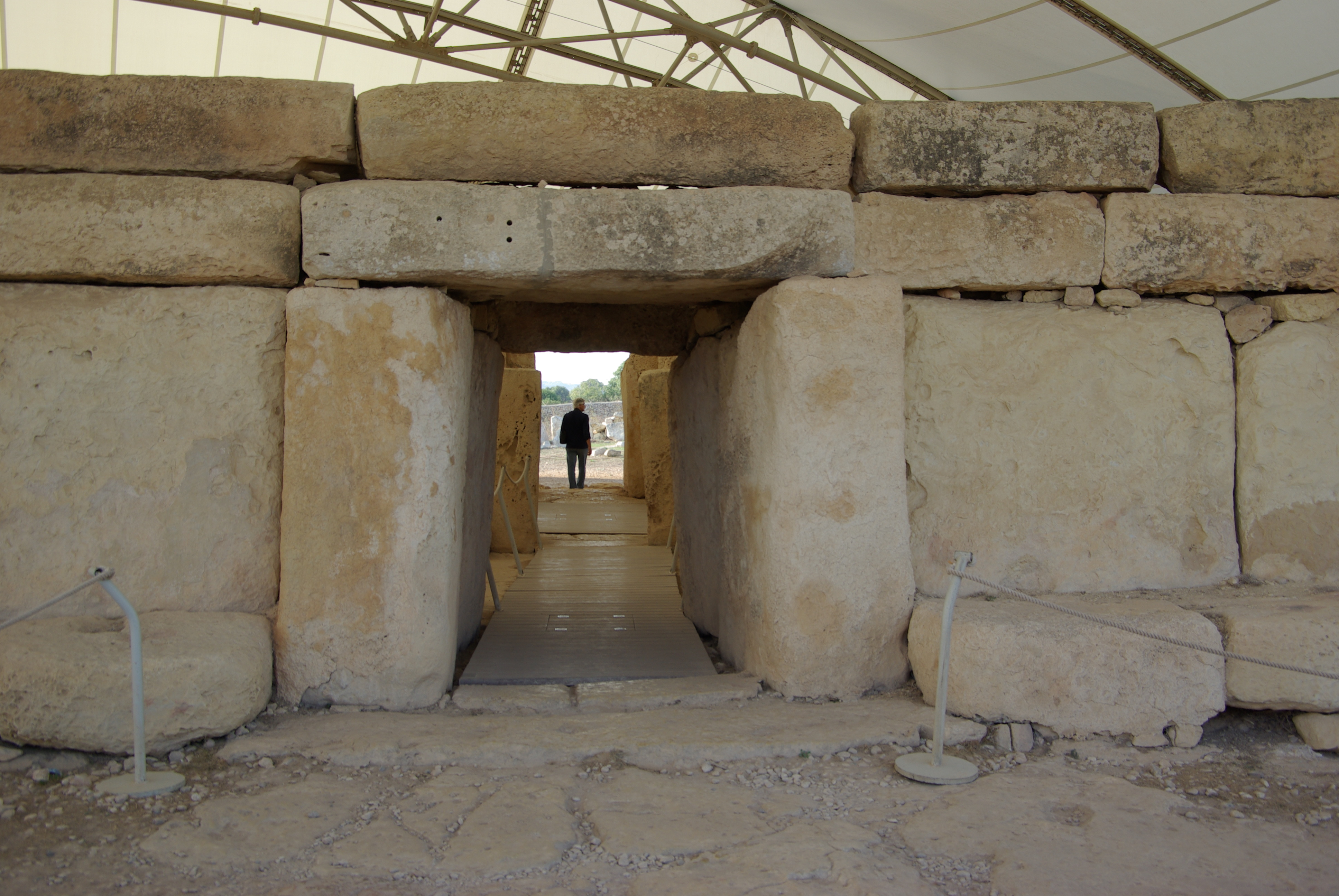
Templul megalitic Ħaġar Qim (pronunţă "Hagiar iim")
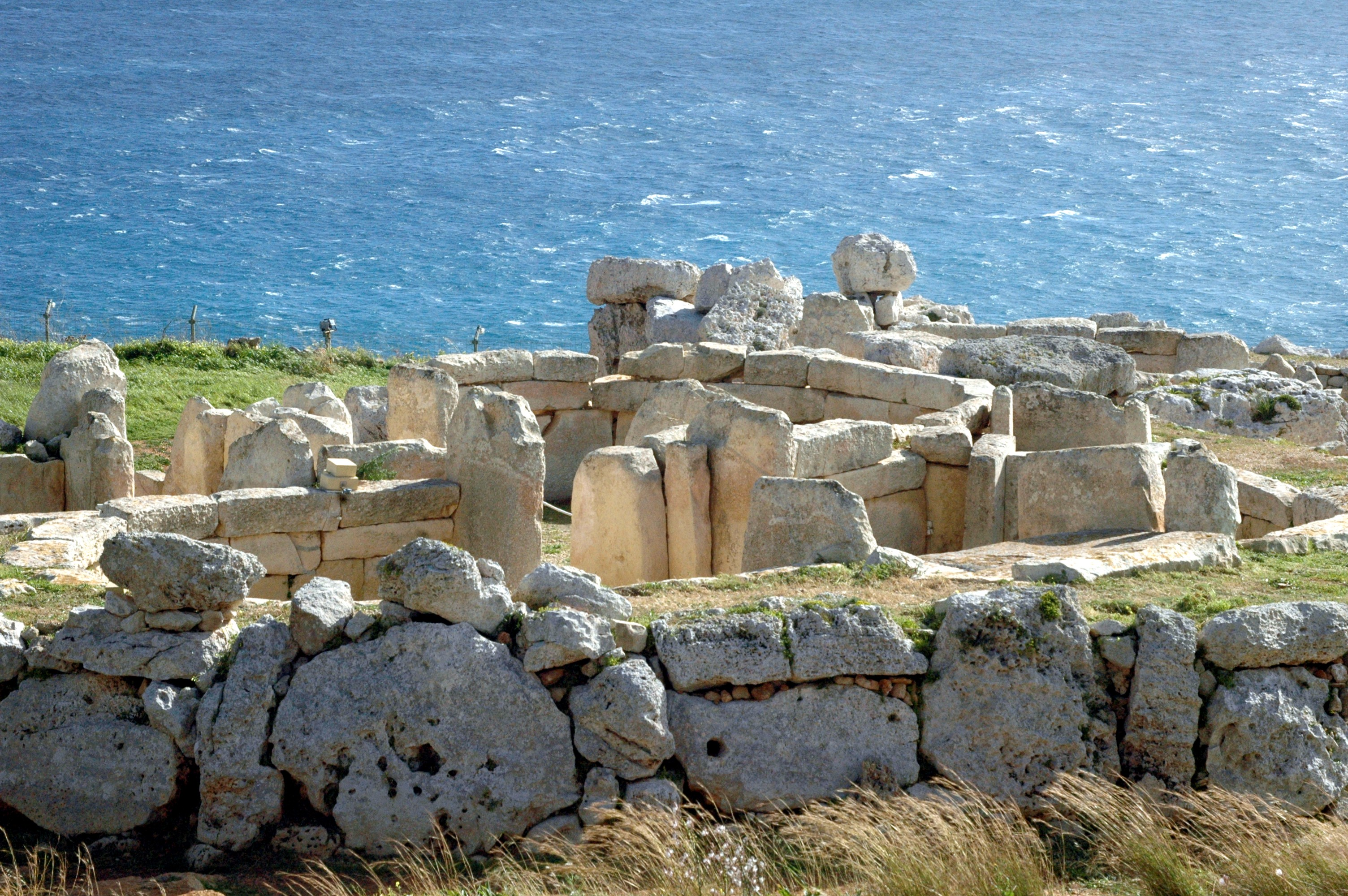
Templul megalitic Mnajdra
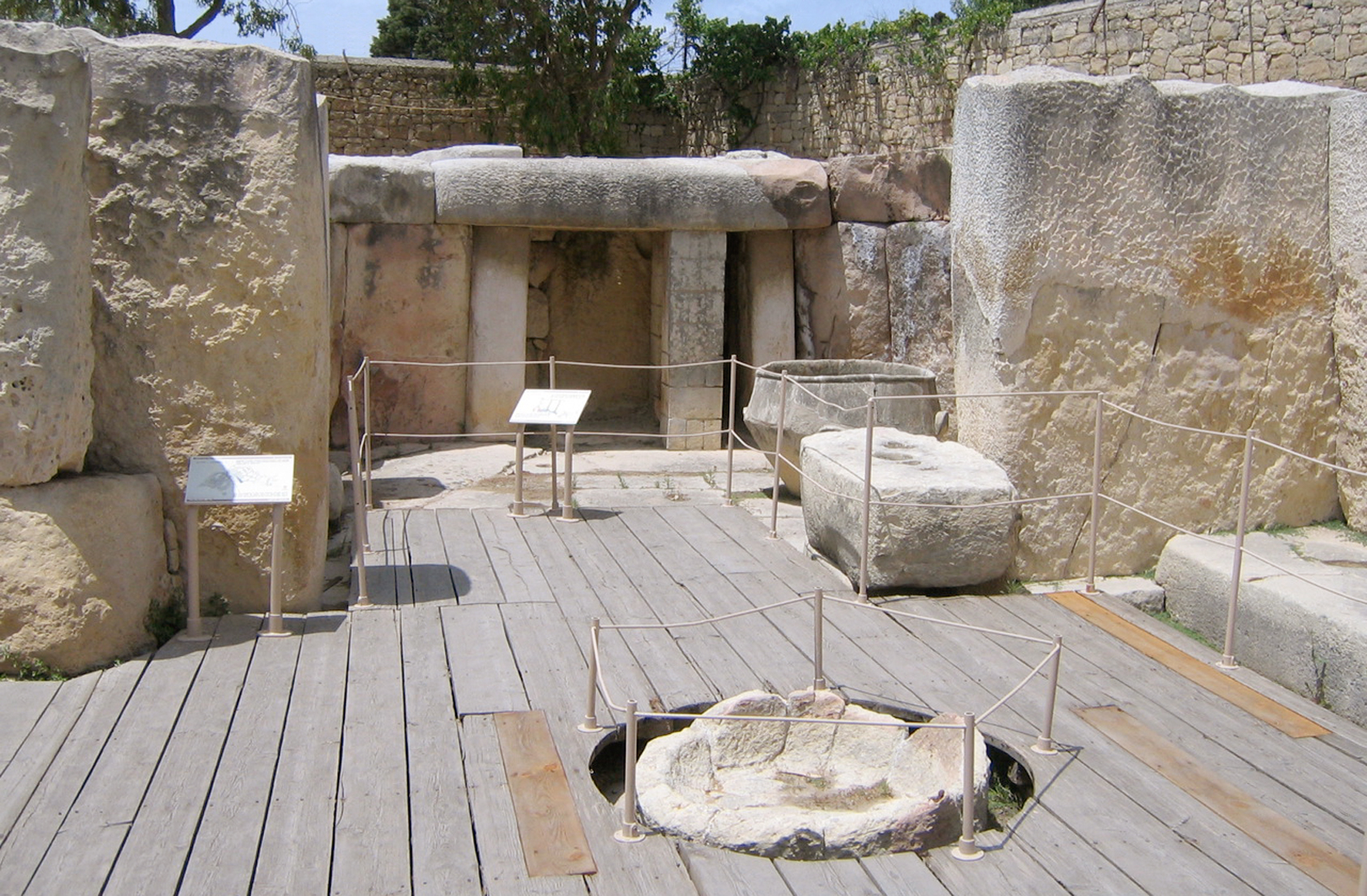
Templul megalitic Tarxien (pronunţă "Tarşin")
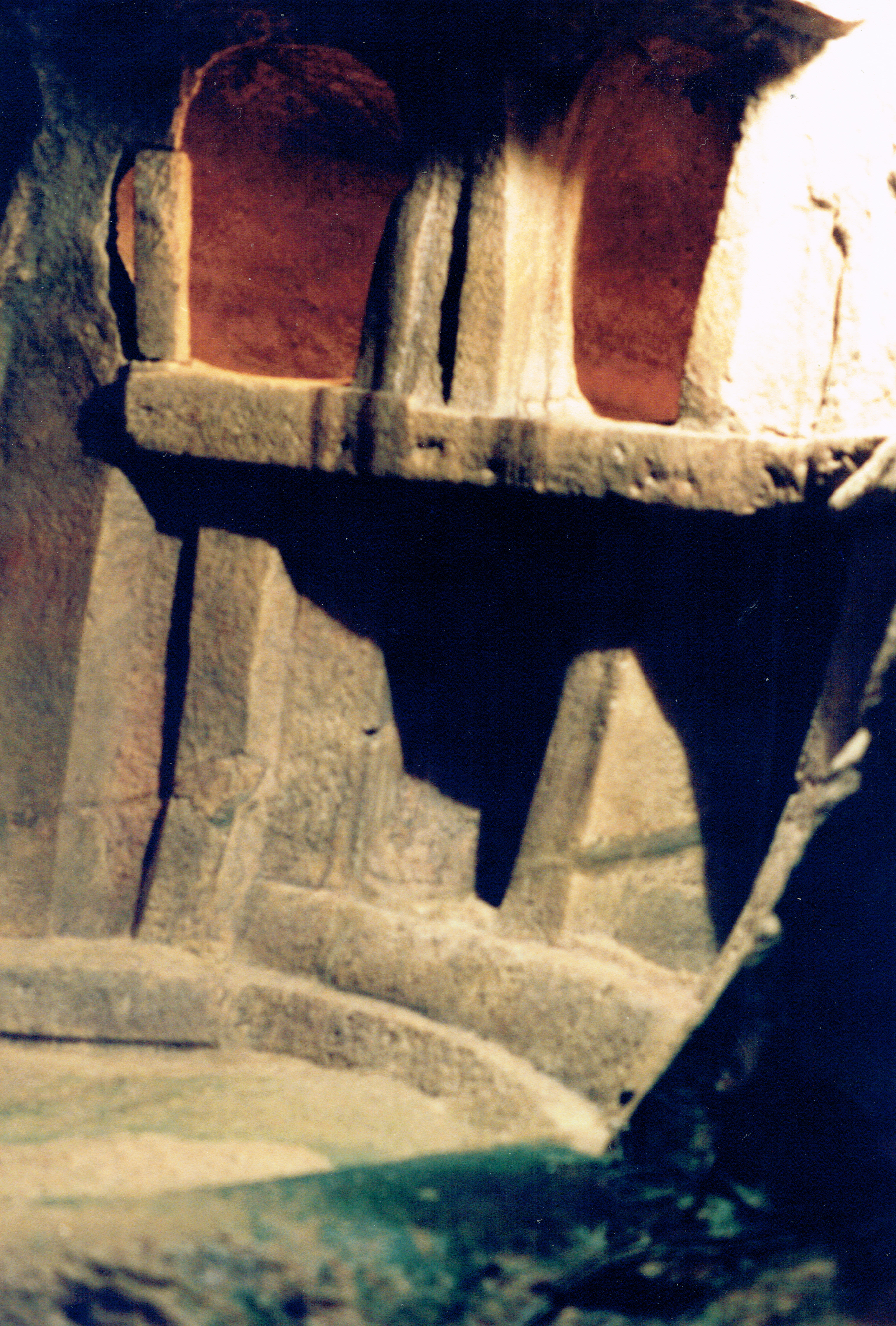
Hipogeul neolitic Ħal-Saflieni din oraşul Paola
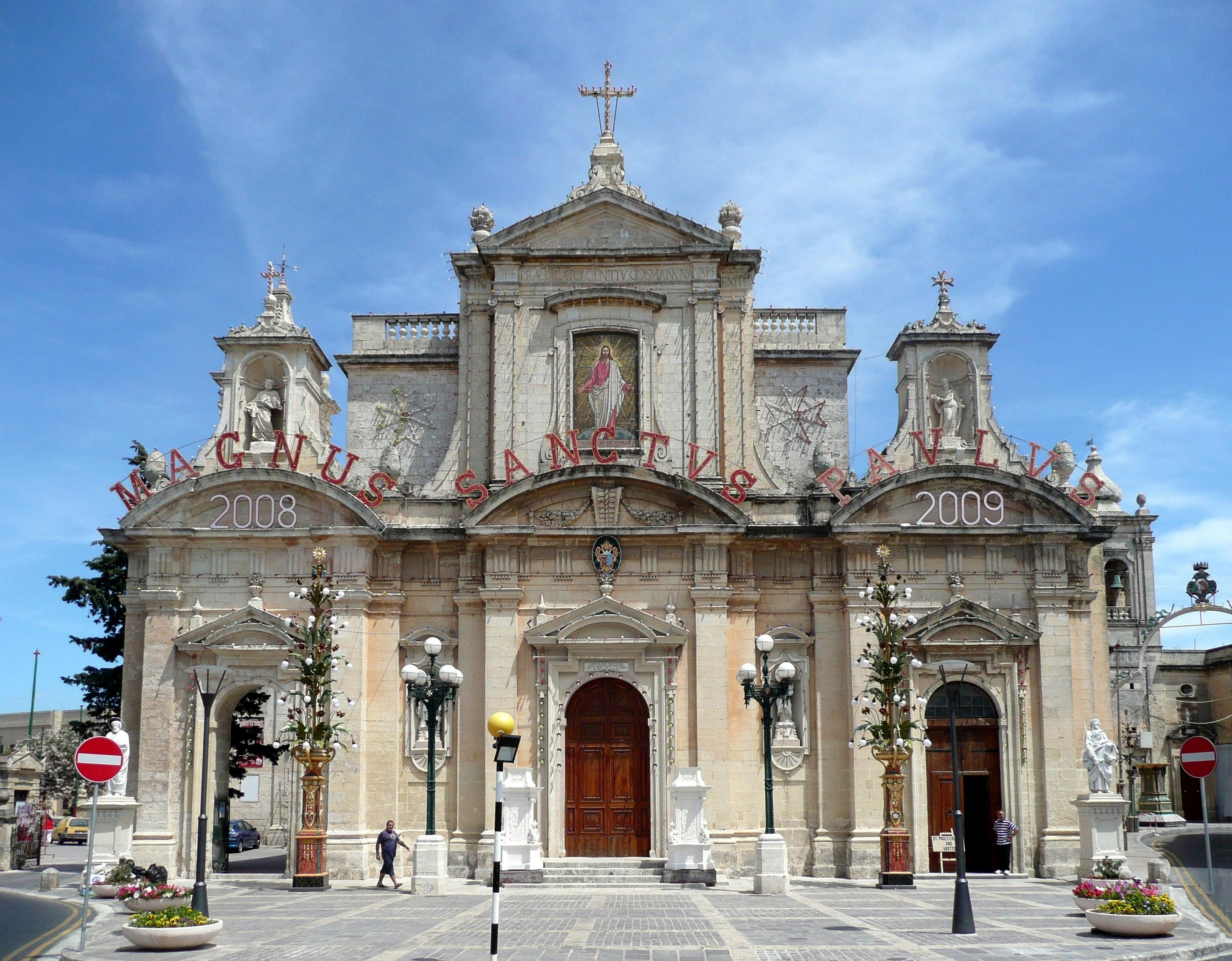
Biserica St.Paul din Rabat (în grota de sub biserică ar fi fost deţinut timp de 3 luni Sf.Pavel)
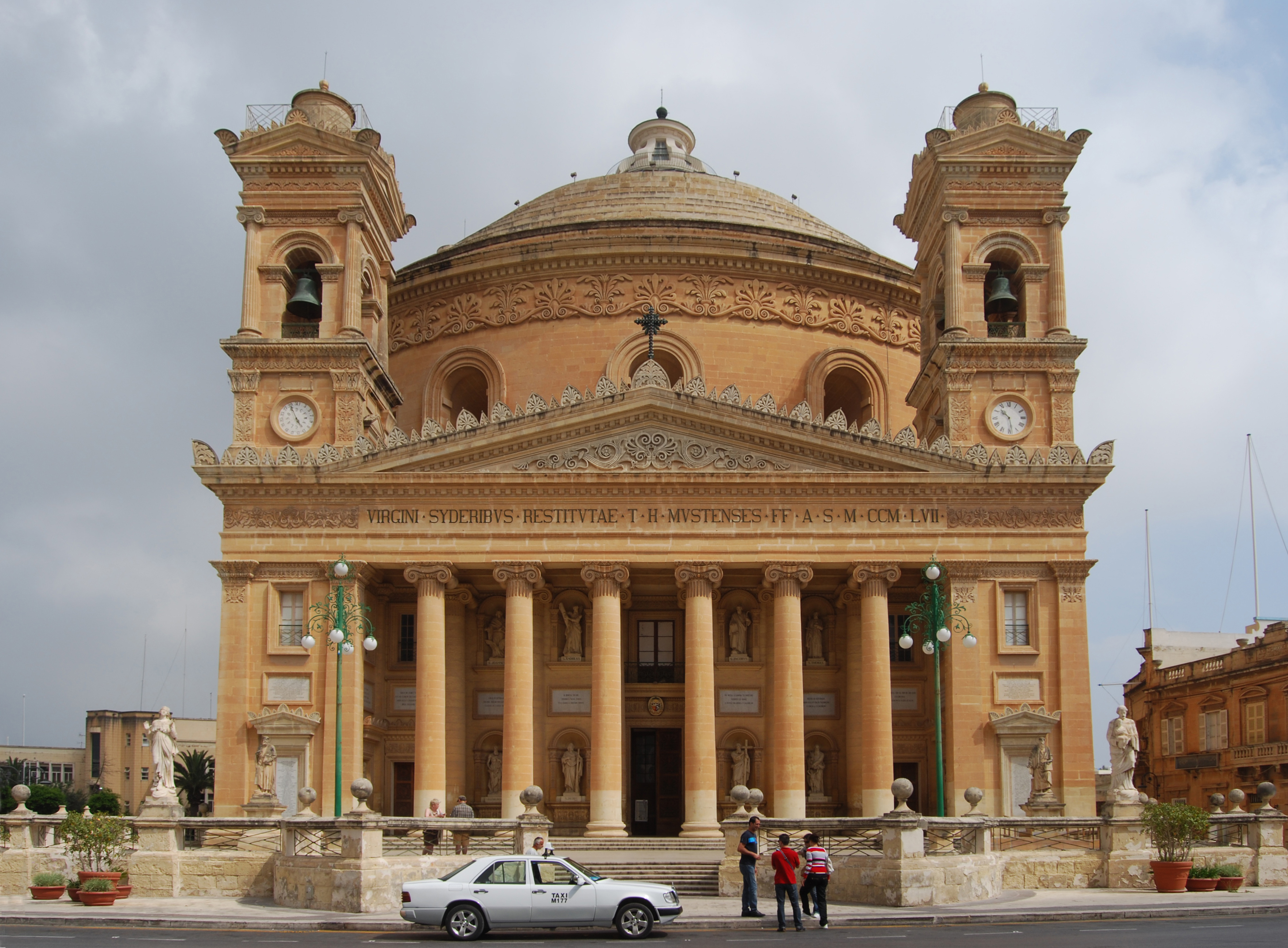
Biserica (Rotunda) "Santa Marija Assunta" din Mosta (cu una din cele mai mari cupole din lume)